# Якість повітря
Я́кість пові́тря (англ. air quality) — термін, який вживають для опису хімічних, фізичних та біологічних характеристик повітря з метою визначення його придатності для життя людини в ньому певний період часу без шкоди для її здоров'я або (за іншими критеріями) для нормального росту та розвитку тварин та рослин. Кількісними показниками якості повітря є характер і концентрації забрудників. Оцінюється за стандартами, які залежать від країни та характеру місцевості.